# 이코마 지카마사
이코마 지카마사(일본어: 生駒親正, 다이에이 6년(1526년) ~ 게이초 8년 2월 13일(1603년 3월 25일))는 센고쿠 시대부터 에도 시대 초기에 걸친 무장, 다이묘이다. 삼중로 중 한 사람이다.
| 전임 이코마 지카시게 | 제2대 도다 이코마 가문 당주 1570년 ~ 1600년 | 후임 이코마 가즈마사 |

|  | 제1대 다카마쓰 성 성주 (이코마 가문, 번조) 1587년 ~ 1600년 | 후임 이코마 가즈마사 |